# Siim Kallas
Siim Kallas (Tallinn, Estònia 1948) és un economista, polític i professor unviersitari estonià que fou Primer Ministre d'Estònia entre 2002 i 2003, i que actualment és membre de la Comissió Barroso, d'on ocupa una vicepresidència.

## Biografia
Va néixer el 2 d'octubre de 1948 a la ciutat de Tallinn. Va estudiar economia a la Universitat de Tartu, on es llicencià el 1972, esdevenint posteriorment professor d'aquesta universitat.

## Activitat econòmica
L'any 1975 inicià la seva activitat al Ministeri de Finances de la República Socialista Soviètica d'Estònia, càrrec que ocupà fins al 1979, sent posteriorment un dels primers economistes a introduir al seu país a la dècada del 1980 el concepte de la independència econòmica.
Entre 1991 i 1995 fou president del Banc Central d'Estònia, des de la qual fou un dels principals artífexs de la reforma monetària i econòmica del seu país. L'any 1992 posà en circulació una nova moneda, la Corona estoniana o kroon.

## Activitat política

### Política nacional
Membre del Partit Comunista de la Unió Soviètica durant l'ocupació soviètica del país, a la independència del país es reconvertí en liberal i creà el Partit Reformista d'Estònia, partit membre de la Internacional Liberal.
El novembre de 1995 fou nomenat Ministre d'Afers Exteriors sota el govern de Tiit Vähi, càrrec que ocupà fins al novembre de 1996. El 1999 fou nomenat Ministre de Finances sota en el govern de Mart Laar, càrrec que ocupà fins al 2002. El gener d'aquell any fou nomenat Primer Ministre d'Estònia ocupant aquest càrrec fins a l'abril de 2003.

### Política europea
Amb l'entrada d'Estònia a la Unió Europea fou nomenat el maig de 2004 Comissari d'Assumptes Econòmics i Monetaris en la Comissió Prodi, cartera que compartí amb Joaquín Almunia. En la formació de la Comissió Barroso el novembre de 2004 fou nomenat vicepresident d'aquesta i Comissari d'Assumptes Administratius, Auditoria i Lluita contra el Frau.
El 19 d'octubre de 2011, com a comissari europeu de Transports, manifestà a la roda de premsa oficial de presentació de la Xarxa Bàsica Europea (TEN-T) que «les infraestructures a Espanya eren massa centralistes» i que «no tot havia de passar per Madrid».